# Amsterdam Oersoep
Amsterdam Oersoep is een groot publiek kunstwerk in de Beurspassage in Amsterdam.
Het kwam tot stand in 2016 toen het gebouw Damrak 70-79 in opdracht van eigenaar Bouwinvest grondig werd verbouwd en deels nieuwe gebruikers kreeg. De lage en donkere passage werd verhoogd en rijkelijk versierd met een enorm totaalkunstwerk.

## Concept
Het ontwerp is van de hand van Arno Coenen en Iris Roskam. De kroonluchters zijn ontworpen door Hans van Bentem. Coenen en Roskam lieten zich inspireren door de Amsterdamse grachten en alles wat daarin leeft of opgeslagen ligt. Het idee is dat je in de passage je onder water in een Amsterdamse gracht bevindt met alles wat daar zoal te zien zou kunnen zijn. Er zijn te zien vissen, trilobieten, luchtbellen, weerspiegelingen, maar ook restanten van fietsen. Andere uitgangspunten waren de kracht van het water en het ontstaan van het heelal (zie 'oersoep'). Naast winkeletalages bevinden zich er spiegels versierd met bladgouden motieven van een robot, die refereren aan de bouwstijl art deco, die hier in de omgeving te vinden is zoals bij de Beurs van Berlage. Zij vormen een serie die de evolutionaire ontwikkeling van mens weergeeft, van vis tot mens.
Een soortgelijk groot plafondkunstwerk van Coenen en Roskam is te vinden in de Rotterdamse Markthal, de Hoorn des overvloeds. 

## Elementen
De afwerking is volledig op maat en ook grotendeels met de hand voor het kunstproject gemaakt en uitgevoerd in duurzaam verouderende en goed te onderhouden materialen zoals terrazzo, glasmozaïek, en geglazuurde wandtegels. Het resultaat is dat de passage veranderde van onveilig voelende gang naar toeristische trekpleister.
Luxe gouden kroonluchters zijn gefabriceerd zijn van veredelde fietsonderdelen zoals koplampen, wielen, en spaken.
Glas-in-lood wandlampen verwijzen naar koopwaar die in Amsterdam van verkoper naar koper gaat, met ook een knipoog naar toeristische trekkers van Amsterdam. Zo zijn er te zien een bosje tulpen, een zak patat, een gesneden haring, een schilderkwast, een paraplu, een ijshoorntje, een klomp, een trilobiet, het wapen van Amsterdam, een stierengewei, enz.
In de vloer zijn onder andere een wapenschild en een windroos terug te vinden. De volgens Italiaanse wijze vervaardigde terrazzo is ingelegd met goudkleurige ornamenten.
De wanden zijn gemaakt van handgemaakte geglazuurde tegels ingelegd met gouden motieven. 
Naast enkele winkeletalages bevinden zich in de passage enkele etalages met spiegelramen met art deco-geïnspireerde bladgoudmotieven.
Centraal stuk in het geheel bestaat uit een hangende bronzen vissenkop waar in de mond van de vis een openbaar watertappunt bevindt met daaronder de tekst Take some Mokum with you ('neem wat Mokum met je mee').

## Galerij

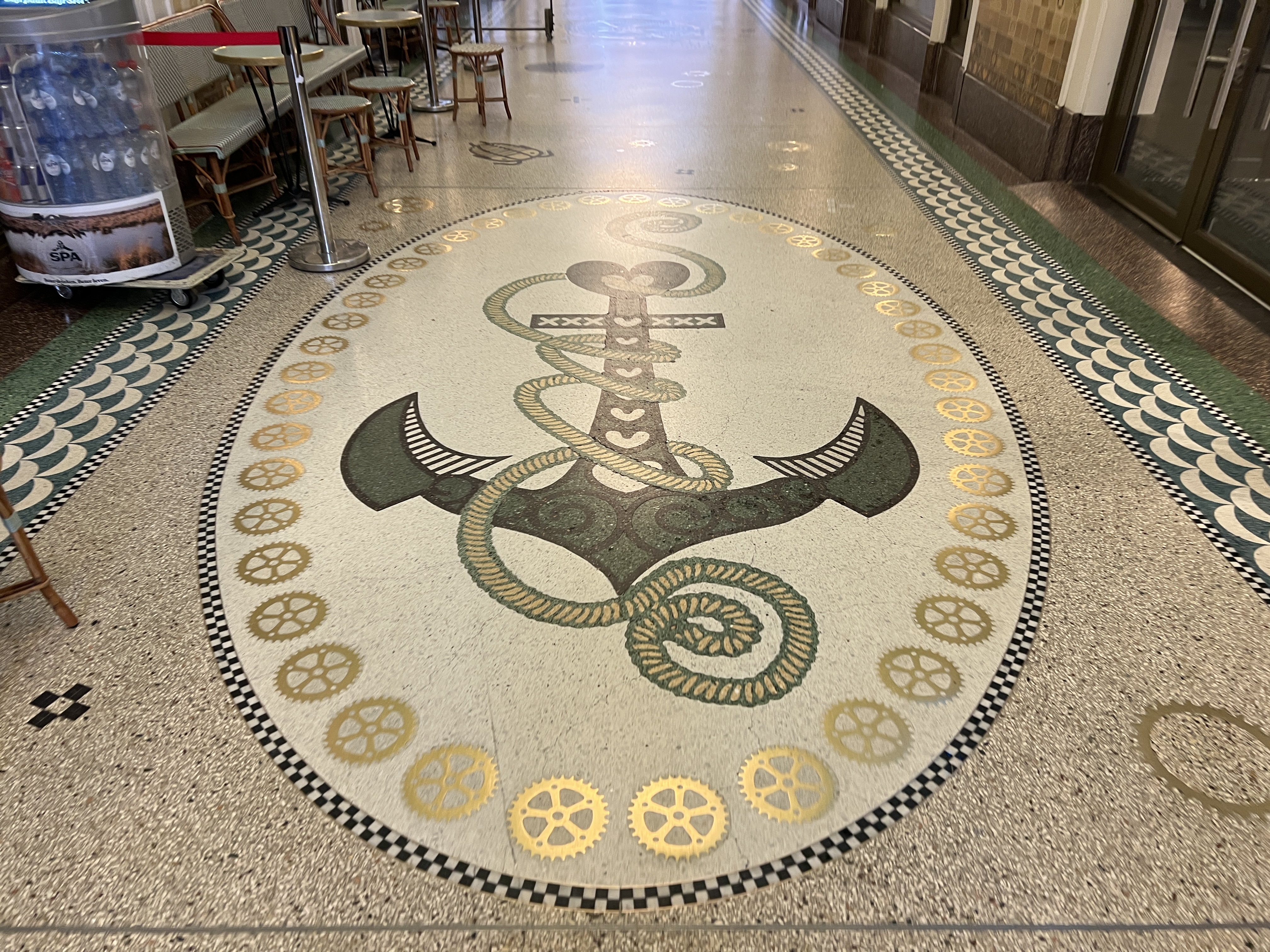
Vloer van terrazzo
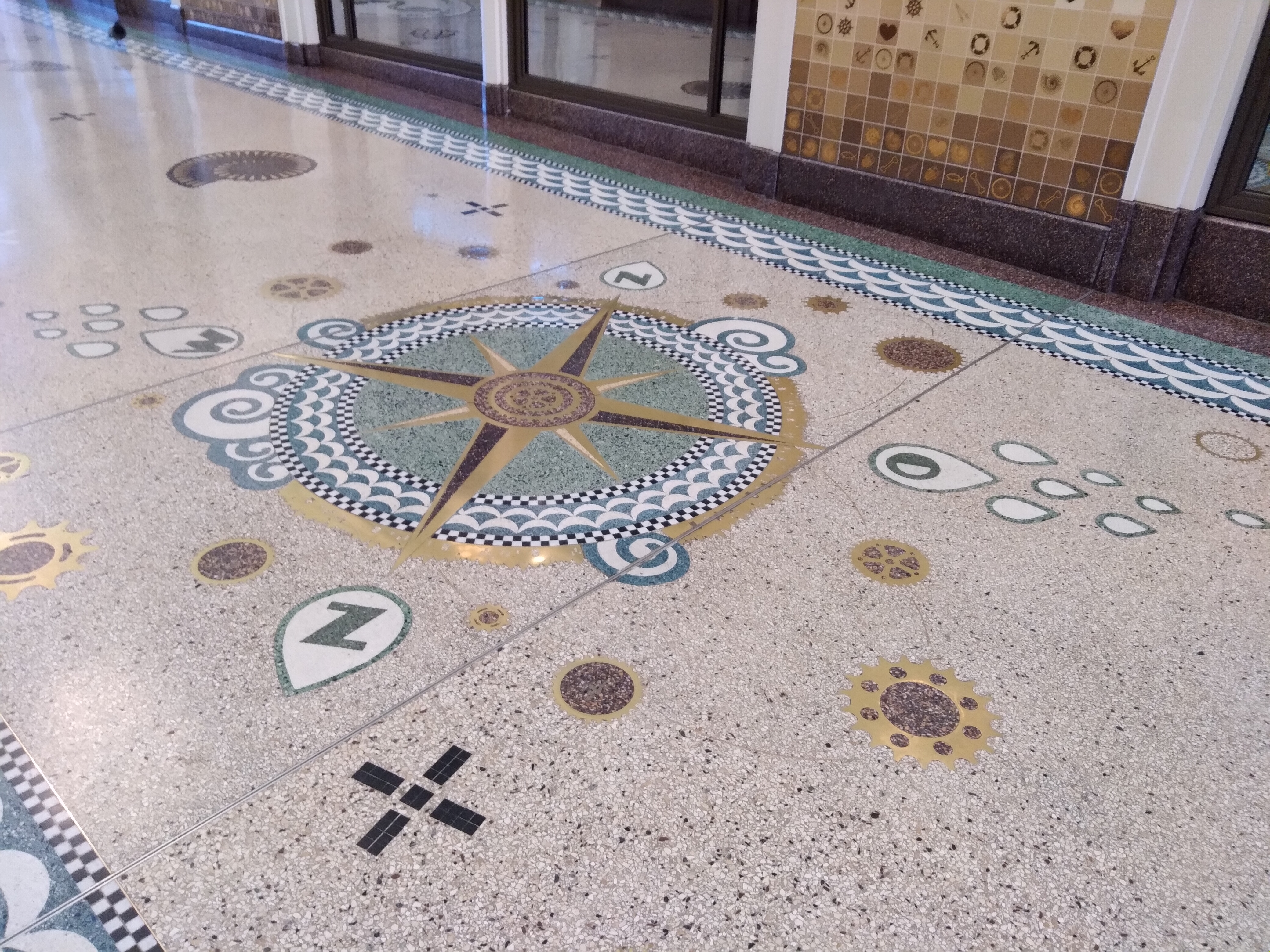
Vloer met windroos
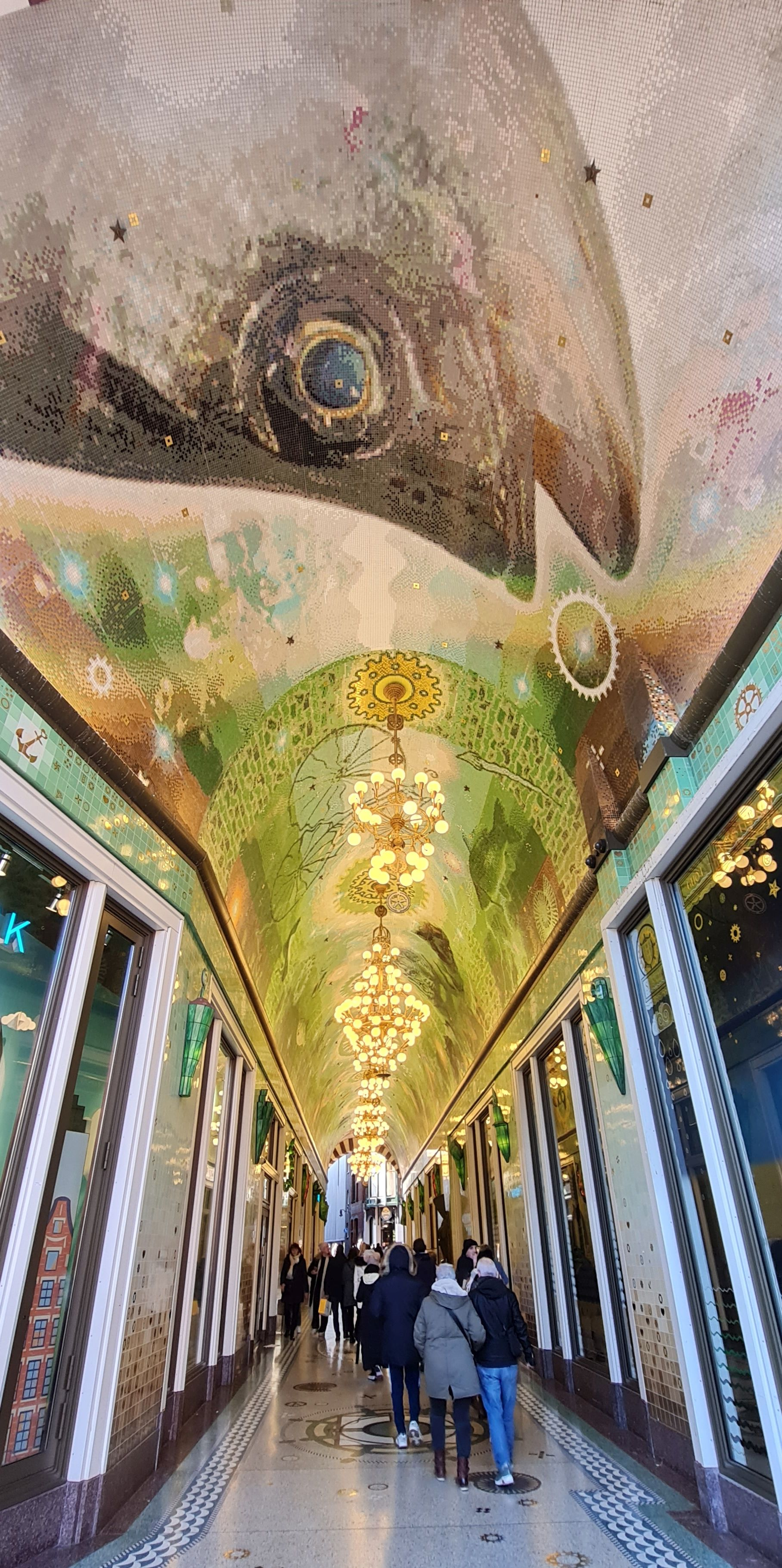
Vissenkop aan de entree zijde Nieuwendijk
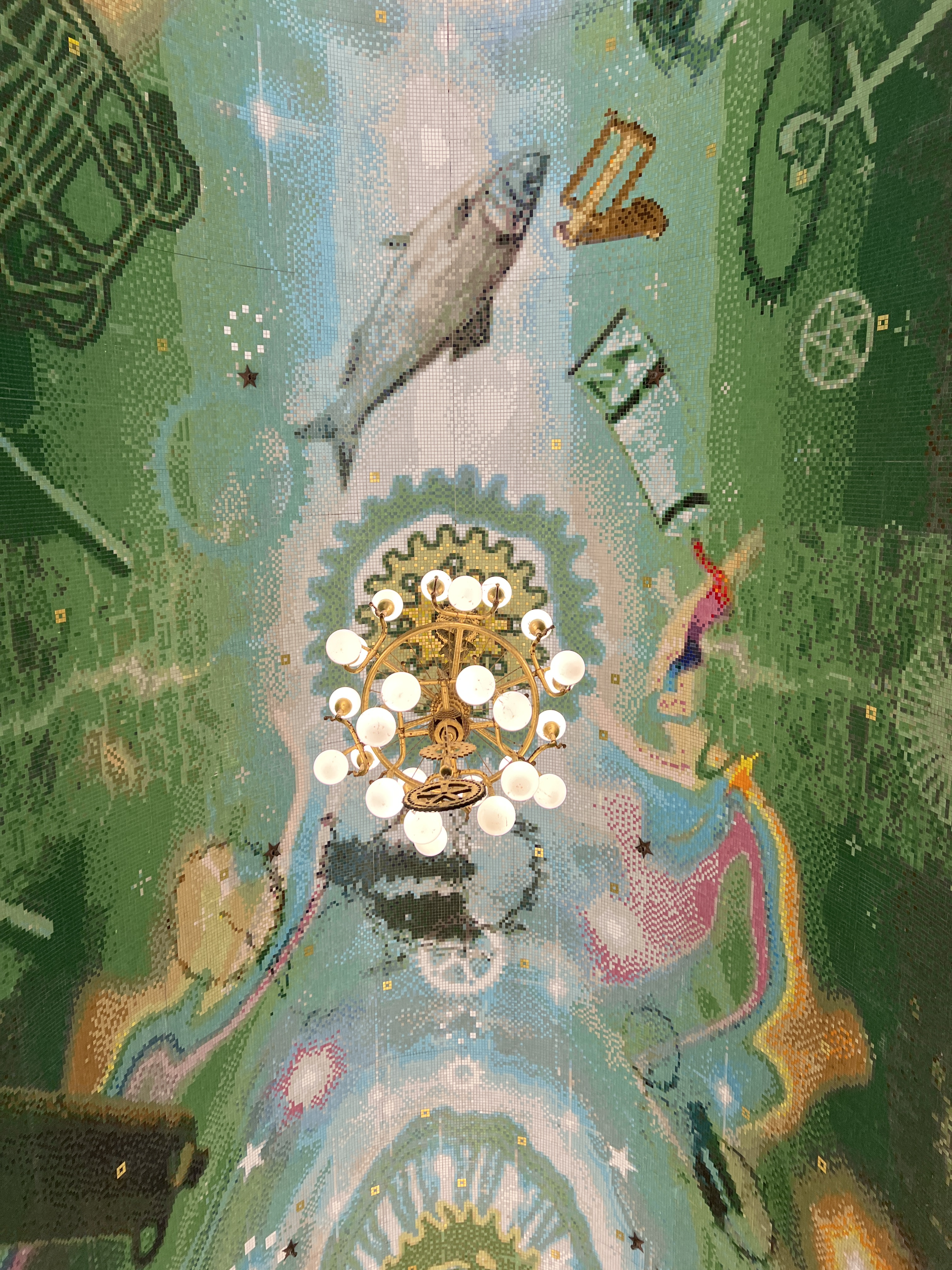
Detail van plafondmozaïek en kroonluchter
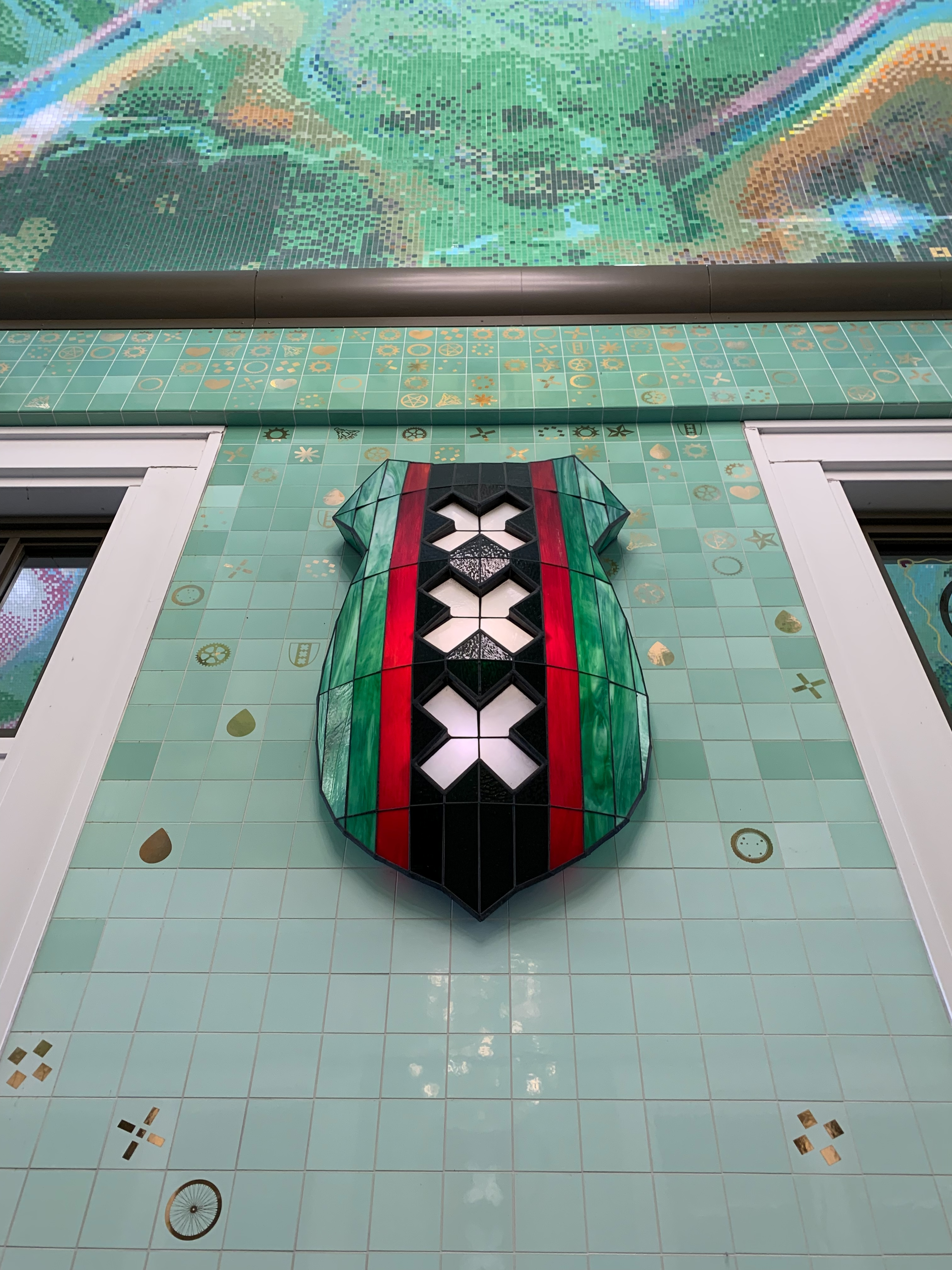
Geglazuurde ingelegde wandtegels met daarop glas-in-lood wandlampen
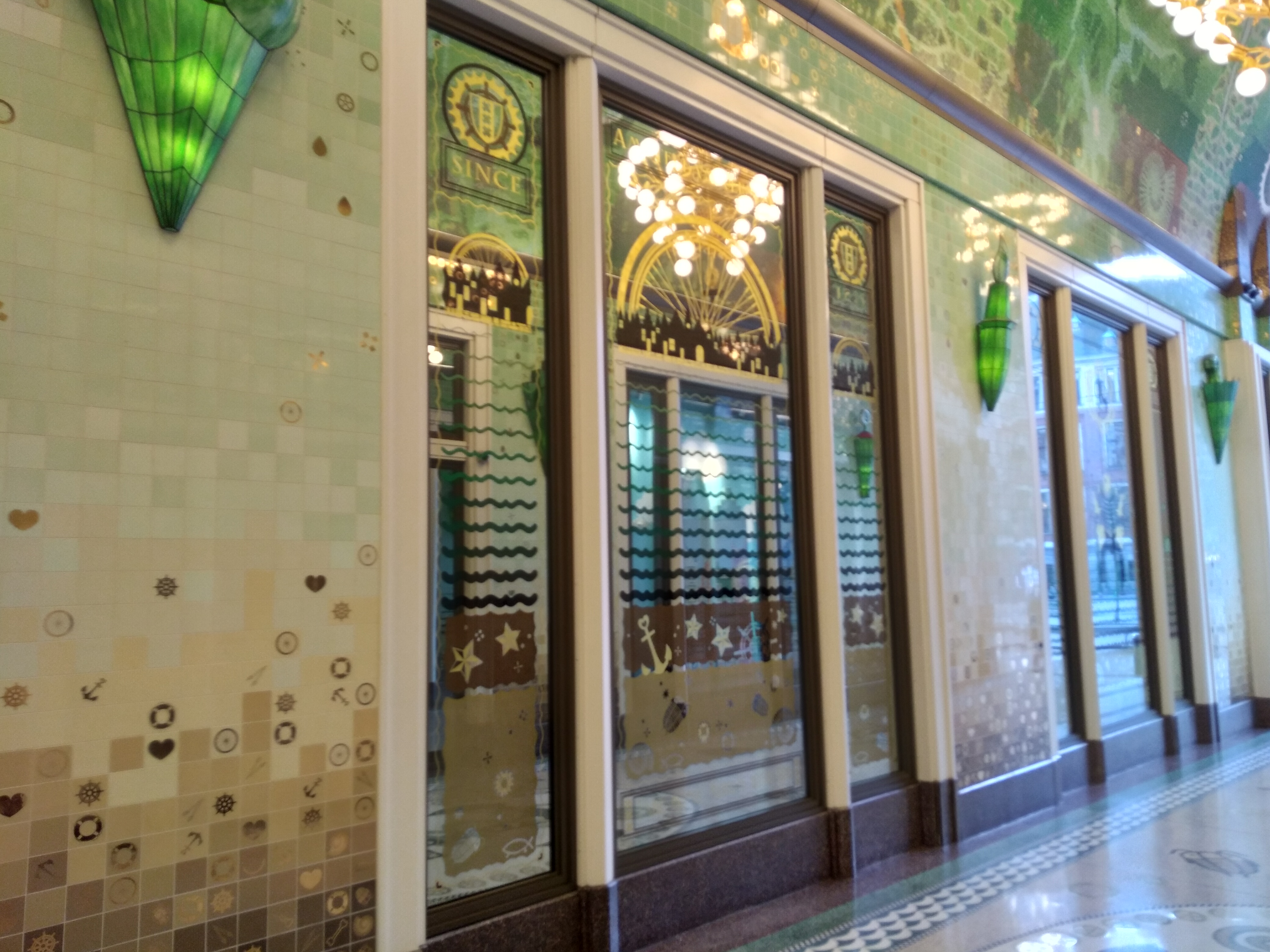
Vergulde spiegel
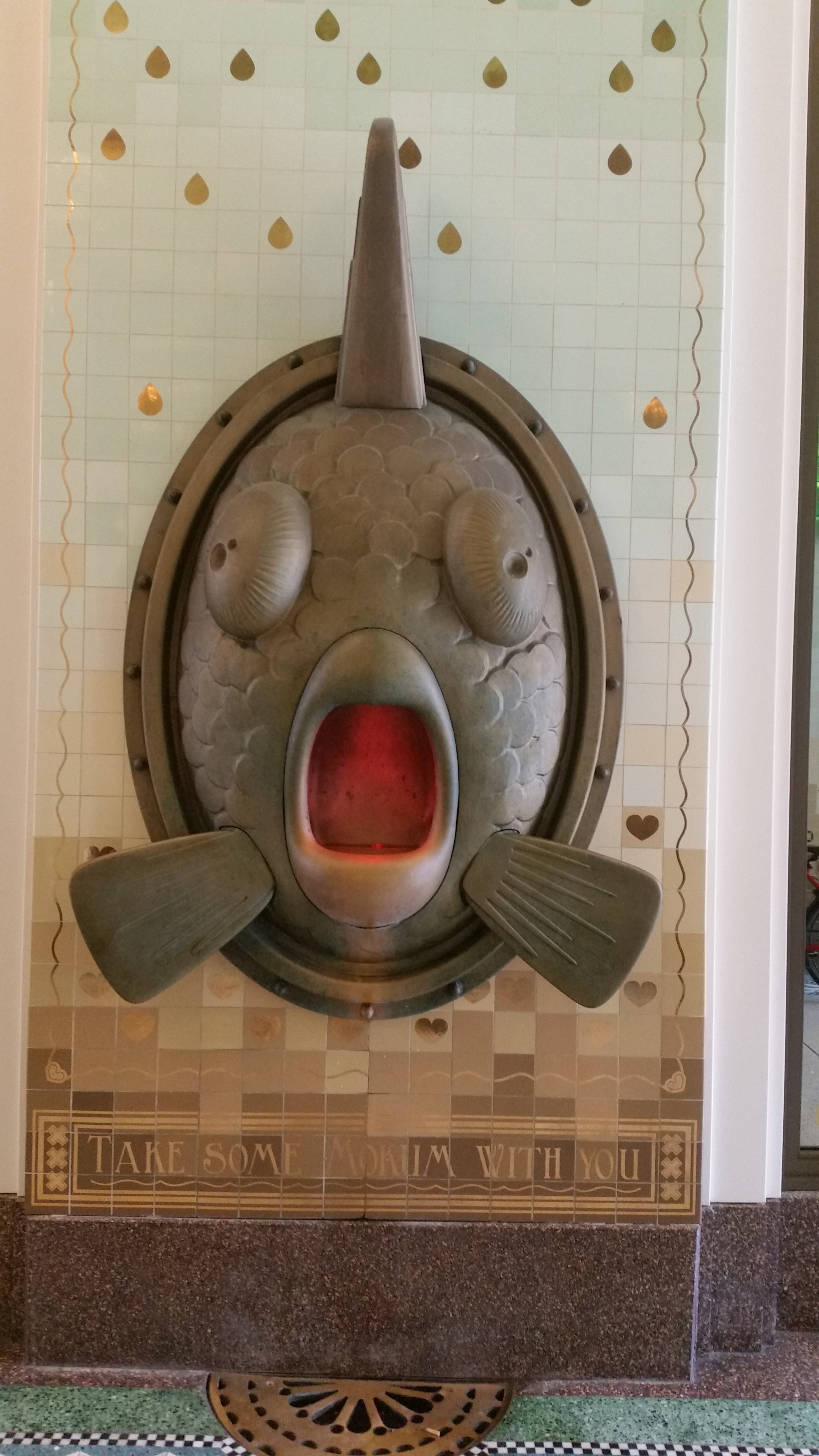
Bronzen vissenkop met openbaar watertappunt